# Kyle Juszczyk
Kyle Juszczyk (Medina, Ohio, 23 de abril de 1991) apodado Juice, es un jugador profesional estadounidense de fútbol americano que se desempeña en la posición de fullback en San Francisco 49ers, equipo de la National Football League (NFL).

## Carrera
Fue seleccionado en la cuarta ronda en la Reunión Anual de Selección de Jugadores de la NFL de 2013. Hizo su debut profesional con el equipo Baltimore Ravens, en el cual jugó cuatro temporadas (2013-2017), luego pasó a San Francisco 49ers, donde lleva jugando siete temporadas.